# Вента
Вента (пољ. Windawa) река је у северозападној Литванији и западној Летонији. Извире у Летонији код града Куршенаја у Шјауљајском округу, а улива се у Балтичко море код града Вентспилса. Река је дуга 346 km, 67% тока јој је у Летонији, а 33% у Литванији.

## Градови
Већи градови кроз које протиче река су литвански Мажејкјај и летонски Кулдига и Вентспилс.

## Притоке
Највећа притока Венте је 100 km дуга Абава, затим 99,7 km дуга река Вирвите и 96 km дуга погранична река Вардува.